# Ampelocissus gracilipes
Ampelocissus gracilipes är en vinväxtart som beskrevs av Otto Stapf. Ampelocissus gracilipes ingår i släktet Ampelocissus och familjen vinväxter. Inga underarter finns listade i Catalogue of Life.